# 岡山市立芳泉中学校
岡山市立芳泉中学校（おかやましりつ ほうせんちゅうがっこう）は、岡山県岡山市南区芳泉にある公立中学校。

## 沿革
- 1980年（昭和55年） - 福浜中学校、御南中学校から分離、岡山市立芳泉中学校として開校。

## 校訓
- 自主 創造 忍耐

## 部活動
- 野球部
- サッカー部
- ソフトテニス部
- 陸上競技部
- 水泳部
- バスケットボール部
- バレーボール部
- バドミントン部
- 卓球部
- 柔道部
- 剣道部
- 吹奏楽部
- 家庭部
- ダンス部
- 美術部
- 科学部
- 放送部

## 著名な学校関係者

### 出身者
- きびのだんご - 元・お笑い芸人
- 仲兼一郎 - トランペット奏者

#### スポーツ選手
- 西山武志 - ゴルファー
- 野本圭 - 中日ドラゴンズ[2]
- 藤定孝章 - 元・ファジアーノ岡山

## 通学区域が隣接している学校
- 岡山市立福南中学校
- 岡山市立福浜中学校
- 岡山市立岡輝中学校
- 岡山市立芳田中学校
- 岡山市立藤田中学校
- 岡山市立光南台中学校 （児島湾を挟んで隣接。）